# آندره دروموند
آندره دروموند (انگلیسی: Andre Drummond؛ زادهٔ ۱۰ اوت ۱۹۹۳) یک بازیکن بسکتبال اهل ایالات متحده آمریکا است. او هم اکنون در تیم شیکاگو بولز توپ می زند. دروموند یکی از بهترین (Reabound) کننده های تاریخ NBA است.